# ناتان فیشر
ناتان فیشر (انگلیسی: Nathan Fisher؛ زادهٔ ۶ ژوئیهٔ ۱۹۸۹) بازیکن فوتبال اهل بریتانیا است.
از باشگاه‌هایی که در آن بازی کرده‌است می‌توان به باشگاه فوتبال میدلزبرو، باشگاه فوتبال اسپنیمور تاون، باشگاه فوتبال دارلینگتون ۱۸۸۳، و باشگاه فوتبال گیتزهد اشاره کرد.